# 2264 Sabrina
2264 Sabrina eller 1979 YK är en asteroid i huvudbältet som upptäcktes den 16 december 1979 av den amerikanske astronomen Edward L.G. Bowell vid Anderson Mesa Station. Den är uppkallad efter den fiktiva prinsessan Sabrina.
Asteroiden har en diameter på ungefär 34 kilometer och den tillhör asteroidgruppen Themis.